# Ericpol Telecom
Ericpol Telecom — польская IT-компания, специализирующаяся на разработке программного обеспечения, аутсорсинге, консалтинге в сфере телекоммуникаций и M2M. Главный офис компании находится в Лодзи, филиалы расположены в Кракове, Варшаве, Швеции (Линчёпинг), Украине (Львов) и Беларуси (Брест).
Штат сотрудников группы Ericpol составляет 2000 человек (по данным на конец 2014 год).
С 20 апреля 2016 года фирмой владеет шведский концерн Ericsson.